# USNS Alan Shepard (T-AKE-3)
USNS Alan Shepard (T-AKE-3) – okręt zaopatrzeniowy typu Lewis and Clark należący do US Navy. Patronem statku jest pierwszy amerykański astronauta, kontradmirał Alan Shepard.
Kontrakt na budowę statku zawarto 16 lipca 2002 r. Została ona rozpoczęta 13 września 2005 r. Wodowanie nastąpiło 6 grudnia 2006 r. w obecności Laury Churchley – córki Alana Sheparda. W przyszłości statek ma być częścią United States Pacific Fleet.